# 機場警區

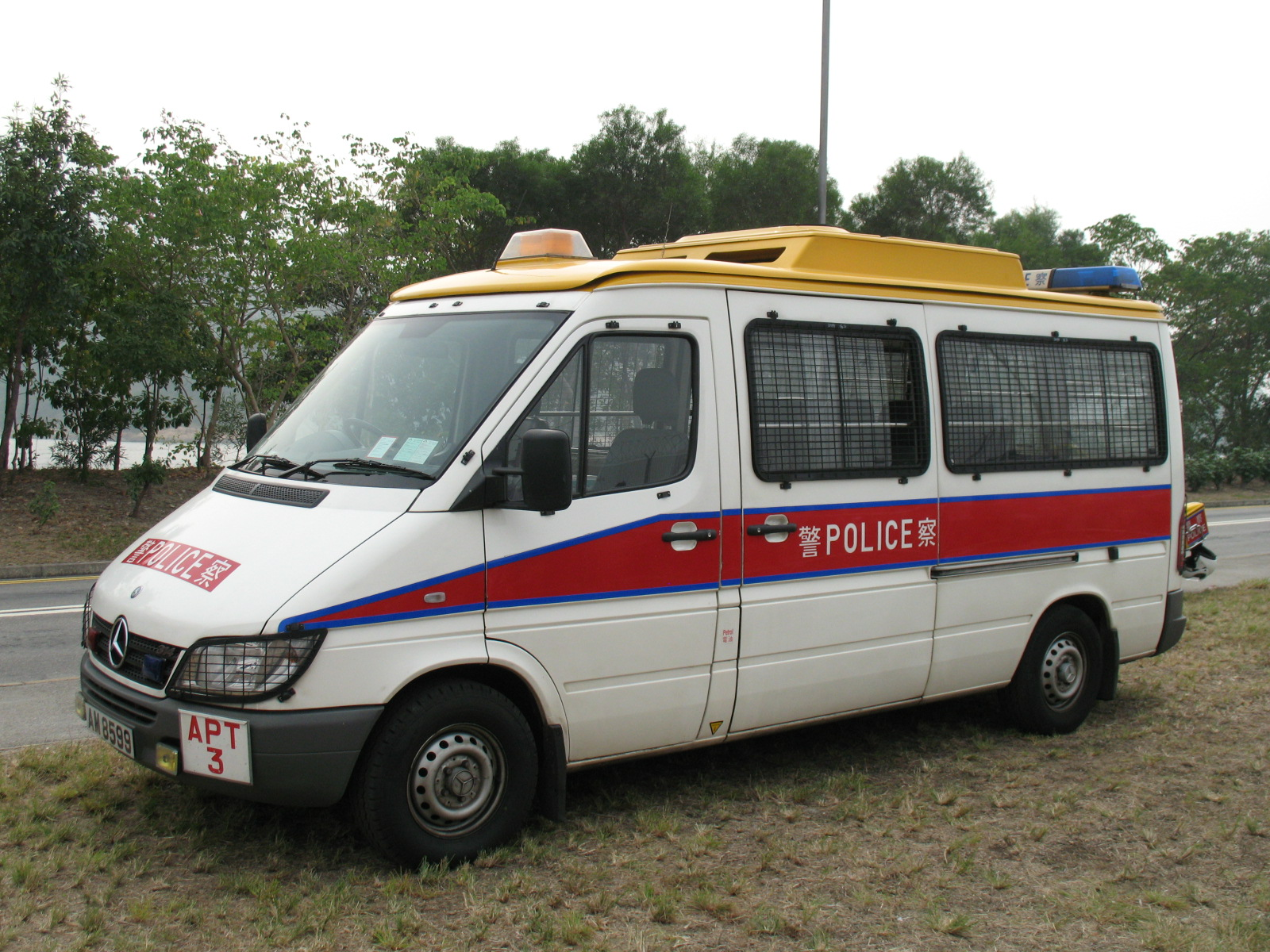
衝鋒車。

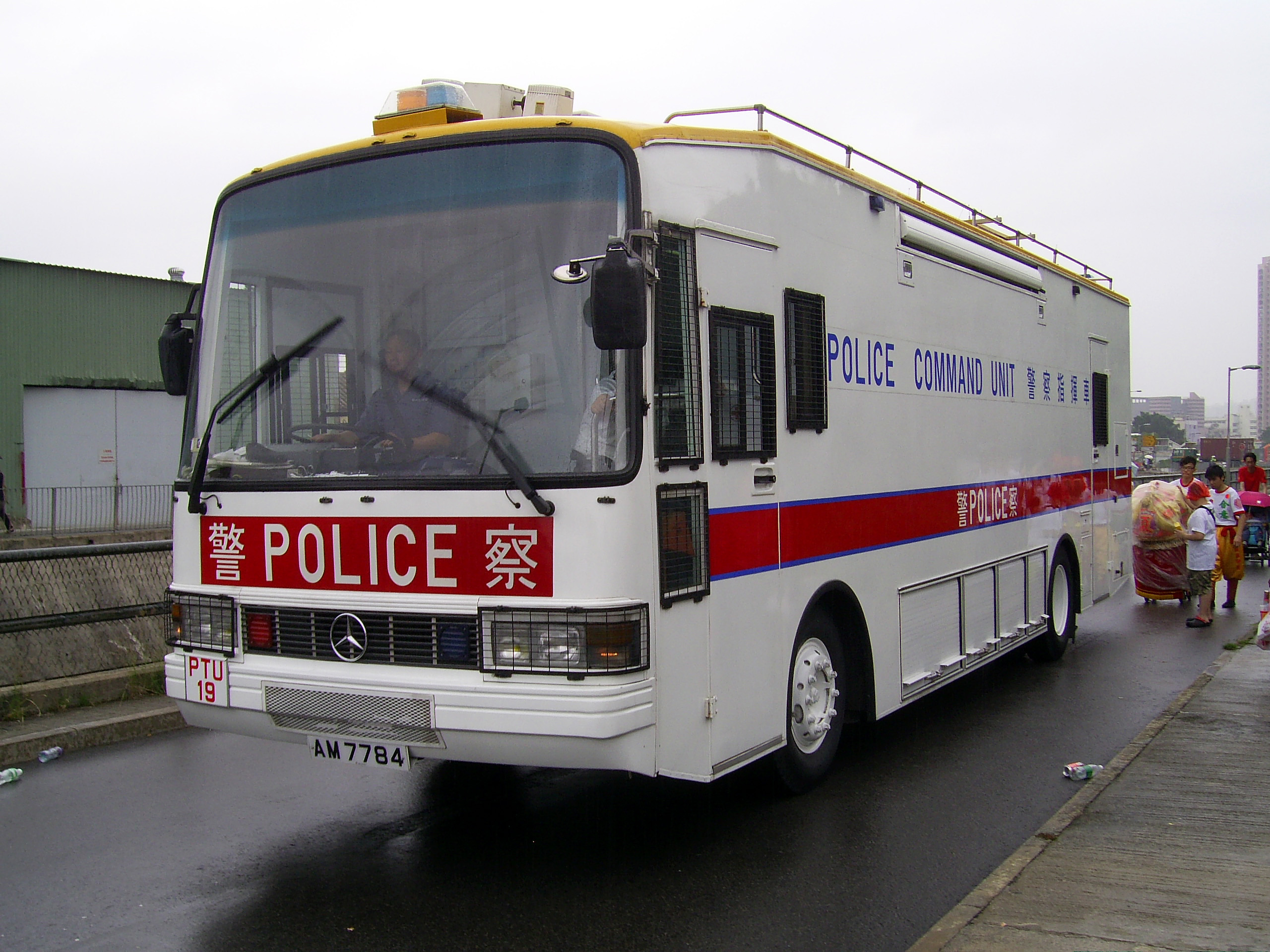
警察指揮車。

機場警區（英語：Airport District，縮寫：APT）隸屬於香港警務處行動處行動部新界南總區，負責維持香港國際機場近1,300公頃範圍的航空安全以及公共安全。

## 歷史
以往，啟德機場的保安是由九龍城警區負責。
為了配合位於大嶼山赤鱲角，總面積達1,255公頃的新香港國際機場於1998年7月6日正式啟用。機場警區遂順勢於前者啟用當日成立。
2012年4月18日，香港機場管理局向機場警區頒發「政府、交通／旅遊／酒店及其他服務」（有75個提名競逐）組別中的優質顧客服務計劃企業獎項。

### 歷任主管
- 黃志雄高級警司
- 周國良高級警司
- 呂漢國高級警司（2007年2月至？）
- 蕭澤頤高級警司
- 郭柏聰高級警司
- 簡啟恩高級警司（？至2016年6月）
- 郭嘉銓高級警司（2016年7月至2018年7月）
- 陳思達高級警司（2018年7月至2019年11月）
- 馬偉卿高級警司（2019年12月至2020年10月）
- 麥文禹高級警司 （2020年10月至2022年3月）
- 葉本儒高級警司 （2022年3月至今）

## 組織
- 機場警區：由一名高級警司出任指揮官，由一名警司出任副指揮官。
  - 行動部：由一名總督察領導。
    - 軍裝巡邏小隊，共為4隊。
    - 交通隊，共有20名人員，當中包括7名交通督導員。

  - 刑事部：由一名總督察領導，共44名人員。
    - 情報組
    - 刑事調查隊

  - 行政部
  - 機場特警組

### 警察處所
機場警區內設有一座警署及三所報案中心，機場警署位於赤鱲角島航膳西路8號，三所報案中心分別位於香港國際機場一號客運大樓離境大堂、香港國際機場二號客運大樓地下及港珠澳大橋香港口岸旅檢大樓。

#### 其他
各部隊使用槍械
巡邏小隊
史密夫威森军警型左枪手枪
ASU
- HK MP5衝鋒槍
- M4A1卡賓槍
- m870散彈槍
- 格洛克 17

## 公眾聯繫

### 先知先覺保安計劃
2009年11月，機場警區推出《先知先覺保安計劃》，該計劃包括一系列措施加強社區警政，透過建立一個與社區互助互動的關係，提高機場社區對防罪的認知，並且推動社區成員協助警務處，讓香港國際機場繼續成為世界上其中一個最安全的機場。機場警區透過由機場管理局主持的先知先覺運動座談會先後向區內143位公司管理層簡介機場警區社區警政計劃及相關措施，包括：保安通訊網絡、特遣隊熱線及保安工作坊。自保安工作坊推出至翌年中，有逾800名前線員工參加。
保安通訊網絡旨在透過電子郵件，促進警務人員與各機場公司及前線員工間的溝通，每季度向機場社區發放區內的罪案趨勢、個別罪案的犯案手法以至防恐信息。保安公司亦可向警務處查詢或傳送由前線員工所蒐集的資料。特遣隊熱線，可以為前線員工提供一條額外的舉報罪行渠道。保安工作坊由6名機場特警組員佐級人員負責向機場社區各業界不同的工種的員工，度身設計一系列的防罪簡介及防恐資訊，因應各業界不同的工種，度身設計一系列的保安工作坊。

## 影視題材
- 2020年3月一4月香港電視廣播有限公司播放的電視劇機場特警(無線電視劇)

## 相關参见
- 香港警務處架構
- 警區
- 鐵路警區
- 機場消防隊
- 機場保安有限公司

## 外部連結
- 《警訊》機場警區特輯 （页面存档备份，存于） 2010年10月9日
- 警訊精選──機場警區「先知先覺保安計劃」 （页面存档备份，存于） 2014年6月14日